# Haemaphysalis doenitzi
Haemaphysalis doenitzi är en fästingart som beskrevs av Warburton och Thomas Nuttall 1909. Haemaphysalis doenitzi ingår i släktet Haemaphysalis och familjen hårda fästingar. Inga underarter finns listade i Catalogue of Life.